# ماهاسوتا دوی
ماهاسوتا دوی (بنگالی: মহাশ্বেতা দেবী؛ ۱۴ ژانویهٔ ۱۹۲۶ – ۲۸ ژوئیهٔ ۲۰۱۶) یک فعال حقوق بشر، نویسنده، شاعر، رمان‌نویس، و نویسندهٔ داستان کوتاه اهل هند بود.